# Robert Hue
Robert Georges Auguste Hue (Cormeilles-en-Parisis, 19 ottobre 1946) è un politico francese.
Segretario nazionale (1994-2001) e poi presidente (2001-2003) del Partito Comunista Francese (PCF), si candidò per quest'ultimo alle elezioni presidenziali del 1995 e del 2002.
Tra il 1997 e il 2017 è stato parlamentare quasi ininterrottamente (deputato per la 5ª circoscrizione elettorale della Val-d'Oise, deputato europeo e senatore della Val-d'Oise). Nel 2009 ha fondato il Movimento dei Progressisti (MDP), un partito associato alla maggioranza presidenziale di François Hollande.

## Biografia
È il figlio di René Hue, muratore, e Raymonde Grégorius, operaia tessile.
Nato in una famiglia comunista, a sedici anni fu giornalista per il quotidiano ufficiale del Partito Comunista Francese, L'Humanité. Da giovane fu cantante della rock band Les Rapaces (sotto lo pseudonimo di Willy Barton) e cintura nera di Jūdō. Nel 1962 si iscrisse al PCF e nel 1971 si laureò in psicologia all'Università di Parigi.

## Carriera politica
Psicanalista ad Argenteuil, fu collaboratore di Georges Marchais e in tal modo scalò velocemente i gradi della gerarchia partitica. Nel 1977 fu eletto sindaco di Montigny-lès-Cormeilles e occupò tale carica fino al 2001. Nel febbraio del 1981 Hue fece delle pesanti dichiarazioni contro gli immigrati clandestini, affermando che essi "sono i principali responsabili dello spaccio di droga in Francia": successivamente cambiò idea e chiese scusa per le sue dichiarazioni.
Nel 1987 entrò nel Comitato centrale del PCF e nel 1990 venne ammesso al Politburo. Nel 1994 fu eletto a sorpresa segretario del PCF: lui stesso era conscio di non essere molto conosciuto nelle sezioni periferiche del partito e nel giorno dell'investitura ufficiale disse "sono un signor nessuno".
Nel 1995 fu il candidato del PCF alla presidenza della Francia ed in quelle consultazioni ottenne l'8.7% dei voti, poco più del suo predecessore André Lajoinie. Nel 1999 viene eletto eurodeputato. Nel 2001 si dimise dalla carica di segretario del partito (che lasciò a Marie-George Buffet) ma istituì la nuova carica di presidente del PCF, che andò a ricoprire.
Nel 2002 ripropose la propria corsa all'Eliseo ma il risultato raccolto alle presidenziali fu un magro 3,4% per un Partito Comunista lacerato da varie scissioni. Il consiglio direttivo del partito lo sollevò dalla presidenza e abolì tale incarico: in tal modo la Buffet fu l'unica leader del PCF. Nel 2004 venne eletto senatore della Val-d'Oise.
Nel 2009, ritenendo il PCF "non più riformabile", ha fondato il Movimento dei Progressisti (MDP), di cui ricopre la carica di presidente. Con tale formazione viene rieletto al senato alle successive elezioni legislative, restando in carica fino al 2017.